# Oshun

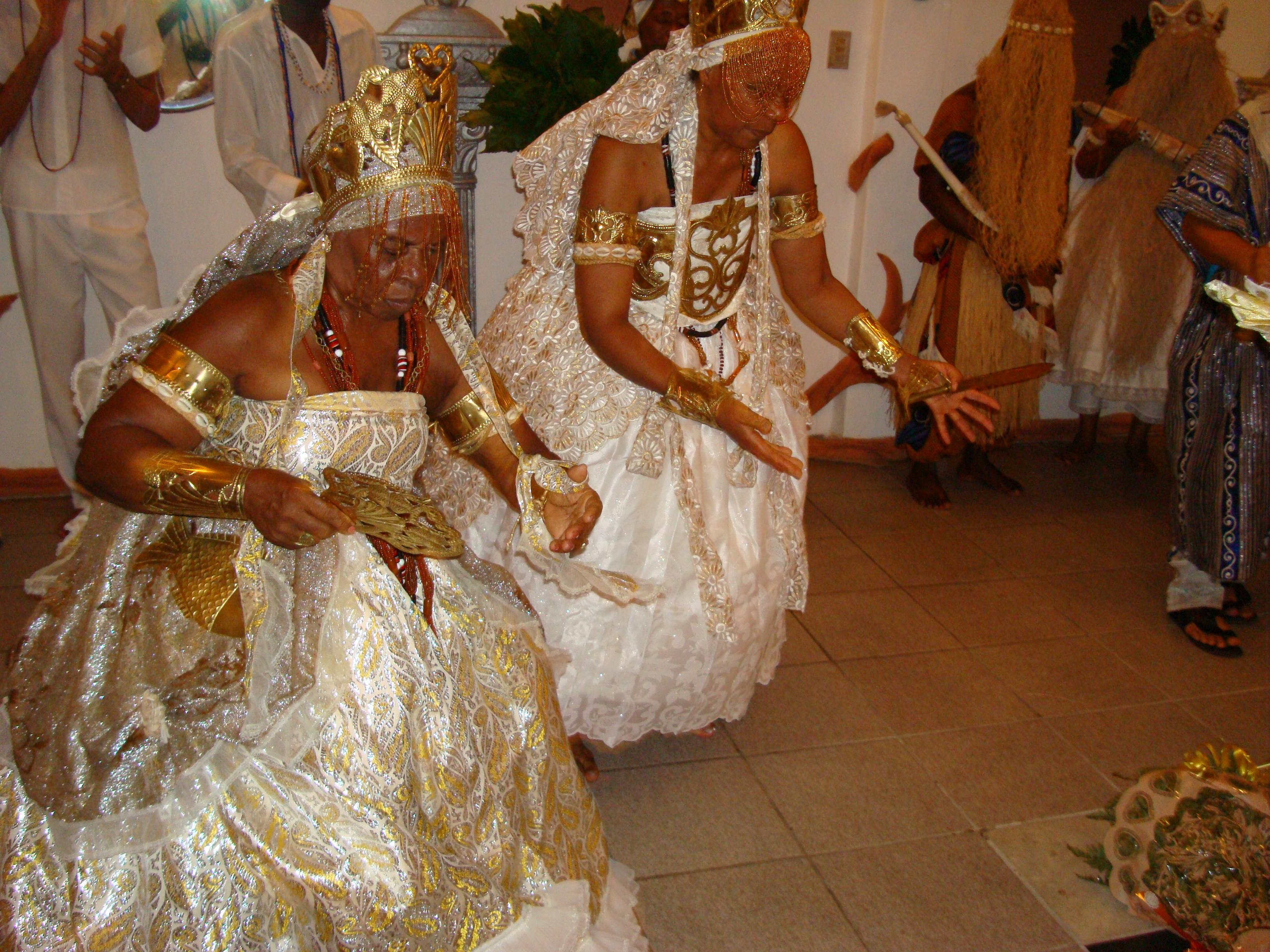
Rappresentazione di Oshún nel culto Candomblé: in primo piano, Oparà; sullo sfondo, Ypondá. No candomblé do Ile Ase Ijino Ilu Orossi.

Oshún (trascritto anche come Oxúm, Ochún in altre varianti) è un orisha della mitologia Yoruba, che regna sull'amore, sui fiumi, sulla salute, sulla diplomazia, sulla fertilità. È adorata anche nei culti afro-americani di derivazione africana.

## Culto

### Africa
Il suo nome deriva dal fiume "rio Osun", che scorre nella Yorubaland (attuale Nigeria). La mitologia e la religiosità Yoruba presentano Oshún come la responsabile delle forze cosmologiche, dell'armonia, dell'attrazione, e soprattutto delle forze dell'acqua; inoltre ella è onnipresente e onnipotente. Seguendo i dettami dell'antica tradizione, Oshún è stata l'unica donna inviata da Dio per creare il mondo, ecco perché viene definita "la dolce Madre di tutti noi".

### America

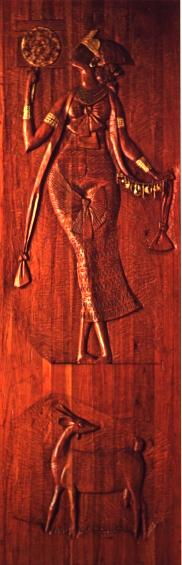
Oxum - scultura di Carybé (artista) esposta al (Museu Afro-Brasileiro, Salvator de Bahia, Brasile.

#### Cuba
Nella Santeria cubana, Oshún è soprattutto l'orisha dell'amore, del matrimonio e della maternità. Nell'amalmaga del sincretismo religioso Oshún viene identificata con la Patrona di Cuba, la "Virgen de la Caridad del Cobre". Eternamente allegra, viene annunciata dal tintinnare dei campanelli e dai suoi cinque bracciali. Viene invocata anche per assistere le partorienti e problemi d'amore. Oshún (detta anche la Venere africana) aveva salvato una volta l'umanità avvisando Olófin (Dio), perciò questa potente dea è detta anche la messaggera di Olófin.

##### Racconti tradizionali
Un racconto tradizionale narra che nel 1606, due indiani e uno schiavo nero si recarono alla baia per raccogliere sale, ma si accorsero che le condizioni del tempo non glielo permettevano. Solo dopo qualche giorno riuscirono a mettersi in viaggio per raggiungere le saline. Durante la navigazione videro un oggetto bianco galleggiare e con estremo stupore capirono che si trattava di una immagine della Madonna, con in braccio Gesù, posata su una tavoletta, sulla quale vi era scritta la frase "yo soy la Virgen de la Caridad". Nel giro di poco tempo fu fondato un santuario dedicato alla Nostra Signora nella località El Cobre, a 16 km circa da Santiago de Cuba.

#### Brasile
In aggiunta agli attributi precedenti, in Brasile è orisha della ricchezza e del benessere. La divinità è sincretizzata con diverse Nostre Signore, a Bahia come Nostra Senhora das Candeias o Nossa Senhora dos Prazeres; nel sud del Brasile è molto diffusa la sincretizzazione con Nossa Senhora da Conceição, invece nel centro-est e nel sudest è associata alle volte alla denominazione di Nossa Senhora oppure con  Nossa Senhora Aparecida.